# Ragalna
Ragalna là một đô thị ở tỉnh Catania trong vùng Sicilia, có khoảng cách khoảng 150 km về phía đông nam của Palermo và cách khoảng 20 km về phía tây bắc của Catania. Tại thời điểm ngày 31 tháng 12 năm 2004, đô thị này có dân số 3.187 người và diện tích là 39,2 km².
Ragalna giáp các đô thị: Belpasso, Biancavilla, Paternò, Santa Maria di Licodia.

## Points of interest
- Giardino Botanico "Nuova Gussonea", a botanical garden on Mount Etna